# Frederik Gersdorff
Frederik Gersdorff (auf Malschwitz), född 11 januari 1651 i Norge, död 6 maj 1724 på herrgården Kærgård i Hunderups socken, Gørdings härad, Ribe amt på Jylland, var en dansk militär.

## Biografi
Frederik Gersdorff föddes som enda son till överste Christopher Frederik Gersdorff, från grenen Gersdorff auf Malschwitz ur den sachsiska uradelssläkten Gersdorff, och Dorte Giedde, dotter till riksamiral Ove Gjedde. Fadern innehade flera olika kommendanttjänster i Norge och Gersdorff är därför troligen född där. Han steg år 1662, vid endast 11 års ålder, in som fänrik vid faderns regemente, Bergenhusiske Regiment, och fortsatte sedan som sådan i faderns nästa kommendering som chef för Oplandske Regiment, av vilket Gersdorff fortfarande var en del 1674. Han ska dock under denna tid även ha stridit i holländsk och spansk tjänst. Till våren 1677 var han ryttmästare i Norge och gick därefter som volontär i Skånska kriget, där han ska ha varit officer i Livgardet till häst. Under kriget blev han befordrad till major och fick 1678 överstelöjtnants karaktär vid 2. Jyske Infanteriregiment. Efter fredsslutet 1679 reducerades hans grad, men redan året därefter blev han utsedd till verklig överstelöjtnant. Är 1683 blev han chef för Marineregimentet med överstes karaktär, en utnämning som fullbordades 1684. Han blev år 1693 utsedd till brigadgeneral och 1699 till generalmajor i Norge och lämnade då över chefskapet för Marineregimentet till Lave Hohendorff. Han var år 1700 inspektör för de jylländska och fynska infanteriregementena och vid utbrottet av stora nordiska kriget fick han befälet över de norska trupperna på västkusten: Bergen och Kristiansands garnisoner samt infanteriregementena Bergenhusiske, Vesterlenske och Smålenske och Søndenfjældske dragonregementet.
Han ska år 1702 ha erbjudits att bli befälhavare för de danska hjälptrupperna i Tysk-romerska kejsarens tjänst under spanska arvföljdskriget, men avböjt. Året därefter antog han däremot tjänsten som nästkommenderande i hjälptrupperna som stred åt kejsaren i Italien under generallöjtnant Adam Frederik Trampe. När han 1704 ankom till kåren hade den förflyttats till Ungern för att delta i kejsarens kamp mot Rákóczys ungerska uppror. Trampe dog samma år av en förkylning under erövringen av ön Schütt och befälet övertogs av generallöjtnant Andreas Harboe. I väntan på dennes ankomst var Gersdorff tillförordnad chef. Vid slaget vid Zsibó den 11 november 1705 förde Gersdorff befäl över de danska dragonerna och kavalleriet på vänsterflygeln och fick en stor del av äran för den dansk-österrikiska segern. De danska ryttarna lyckades driva det ungerska kavalleriet på flykten och därefter lyckades de avsuttna dragonerna storma de ungerska förskansningarna. Harboe dödades 1706 av ett vådaskott från en av sina egna vakter och återigen blev Gersdorff tillförordnad chef. Han skrev därefter till danske kungen Fredrik IV och ansökte om befordran till generallöjtnant och verklig chef för kåren, men då han inte stod näst på tur i den danska befälsordningen (han var inte äldsta generalmajor) och dessutom inte hade några kontakter vid hovet utsågs istället generallöjtnant Frederik Ahlefeldt till befälhavare. Denne ankom inte förrän 1707 och fram till dess förde Gersdorff befälet. Ahlefeldt var dock redan mycket sjuklig och avled redan 1708, varefter Gersdorff slutligen befordrades till generallöjtnant och övertog chefskapet för kåren.
Gersdorff förde kåren under ett kortare fälttåg, men kåren blev redan 1709 hemkallad till Danmark då Fredrik IV planerade en invasion av Skåne. Han blev samma år utnämnd till Hvid Ridder (vit riddare), alltså riddare av Dannebrogen. Han utsågs till nästkommenderande för invasionsarmén efter general Christian Ditlev Reventlow med ansvar för infanteritrupperna och som sådan var han med vid landstigningen vid Råå den 12 november 1709. Där anförde han den första landstigningsstyrkan på totalt 2 000 man bestående av bataljoner ur Grenadjärkåren, Gardet och Drottningens livregemente. Redan i december samma år blev Gersdorff dock utkommenderad till den danska hjälpkåren i Flandern där han blev nästkommenderande under hertig Carl Rudolph av Württemberg-Neuenstadt. Han efterträdde där Jørgen Rantzau, som redan förflyttats till skånska invasionshären med ansvar för rytteriet. Där deltog han fram till 1714 under slutfasen av det spanska tronföljdskriget, vilken inte var särskilt händelserik. Efter freden i Utrecht 1713 marscherade hertigen hem de trupper som stått i engelsk sold under kriget, medan Gersdorff kvarstannade med de delar som varit i nederländsk sold som Fredrik IV vägrade låta återvända förrän Generalstaterna betalat för dem. År 1714 kunde Gersdorff sedan slutligen återvända tillsammans med resten av kåren. Vid hemkomsten till Danmark drog han sig tillbaka till sina gods och erhöll titeln gehejmeråd. Han avled den 6 maj 1724 på sitt gods Kærgård på Jylland och ligger begraven i Hunderups kyrka.

## Egendomar

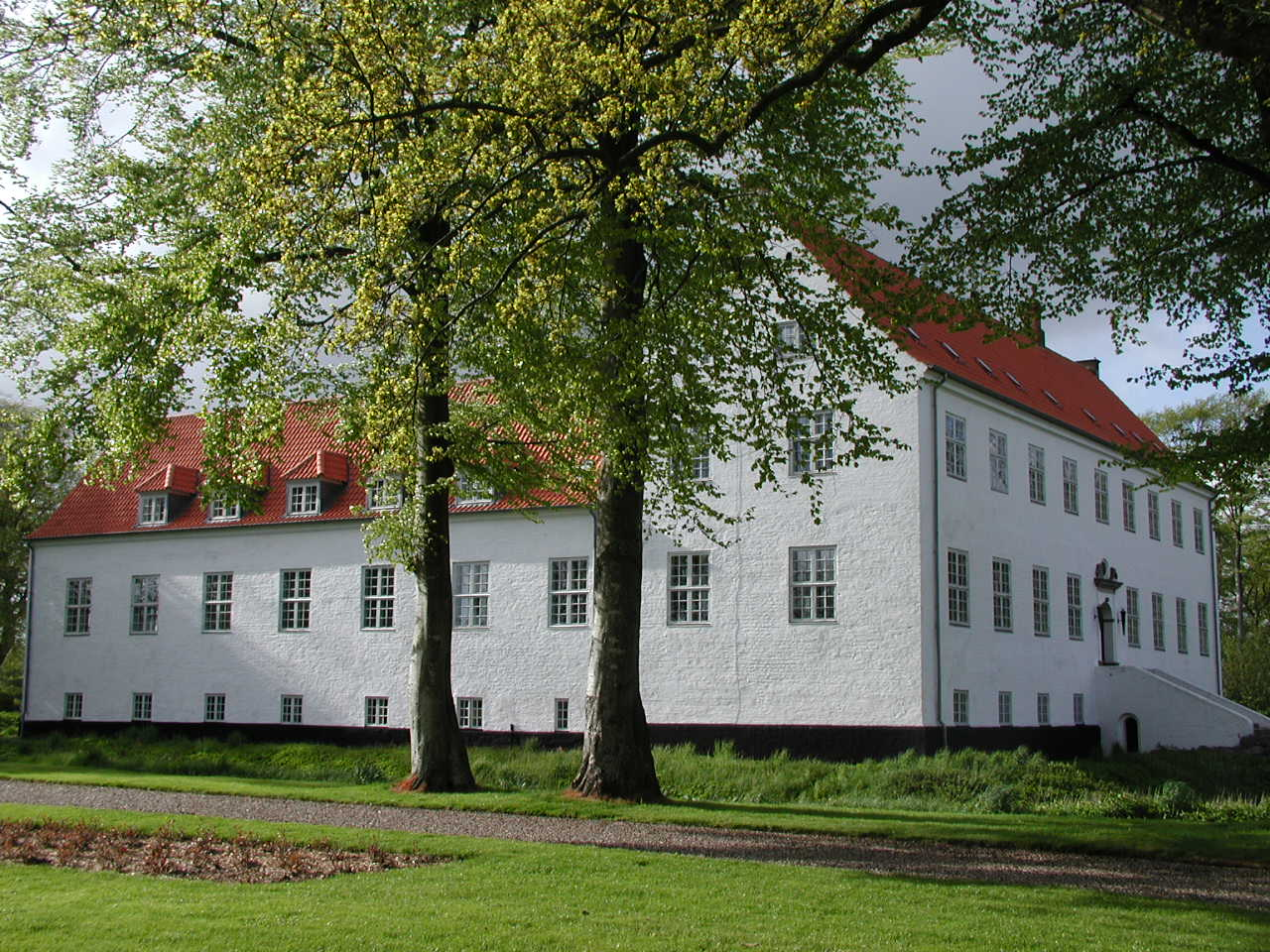
Riber Kjærgård.

År 1686 köpte Gersdorff säteriet Bramstrup i Odensegård amt på Fyn. Där lät han 1689 uppföra en ny huvudbyggnad till gården som fortfarande står kvar med vissa ombyggnader. Under sin tid lyckades han även lägga till ett antal ytterligare frälsehemman till gården.
Gersdorff köpte redan året därefter (1687) sin hustrus familjegods Kærgaard (numera benämnt Riber Kjærgård) i Ribe amt på Jylland från sin svåger Fredrik Krags änka Vibeke Rosenkrantz. Godset omfattade 10 000 tunnland jord fördelad på 200 frälsehemman och hus och upptog hela området mellan Kongeån och Sneum å. Där lät han riva de äldre huvudbyggnaderna från medeltiden och renässansen och uppförde i deras ställe de existerande barockanläggning som ses än idag bestående av tre flyglar i en öppen u-form med två långa sidoflyglar som leder upp till huvudbyggnaden. I anslutning till gården anlades en praktfull trädgårdsanläggning samt ett stall. Byggmästare var Ernst Brandenburger. Kronan skänkte år 1700 sockenkyrkan i den socken Kærgaard låg i, Hunderups kyrka, till Gersdorff som strax efteråt gav denna en ny inredning i högbarock. Bland annat är kyrkans altartavla och predikstol från Gersdorffs tid.
År 1692 köpte Gersdorff godset Lindved, beläget tätt intill Bramstrup,  i Odensegård amt på Fyn. De två godsens jordbruk kom på grund av närheten att knytas tätt till varandra och kyrkoböckerna från denna tid skiljer inte på godsen när det kom till att beskriva varifrån frälsebönderna kom. Under en kort tid, endast under 1720, ägde Gersdorff också gården Urup i Skanderborg amt på Jylland. Senare hälften av 1600-talet led lantbruket i Danmark av stora problem och många gårdar hade svårt att gå runt. Detta fortsatte under början av 1700-talet och 1722 gick Gersdorff i konkurs och tvingades sälja Bramstrup och Lindved.

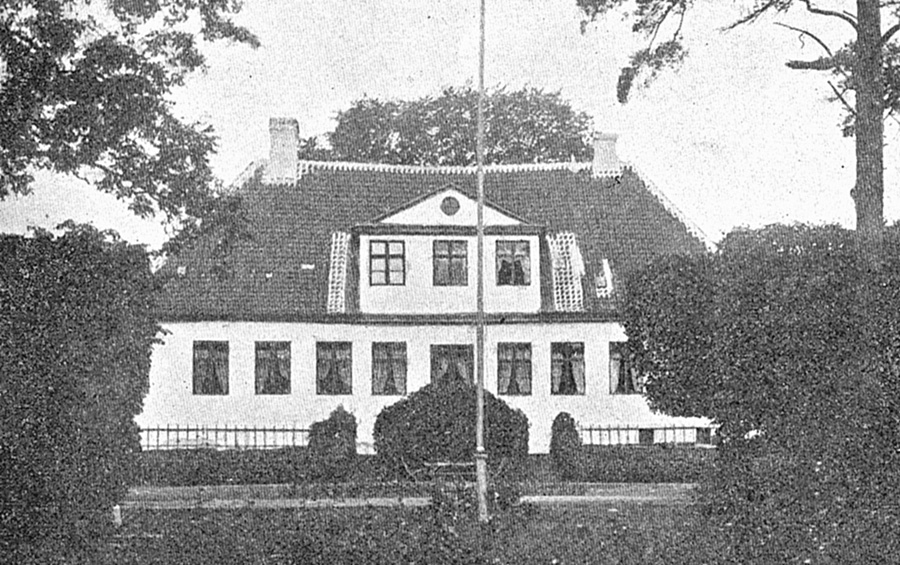
Bramstrup
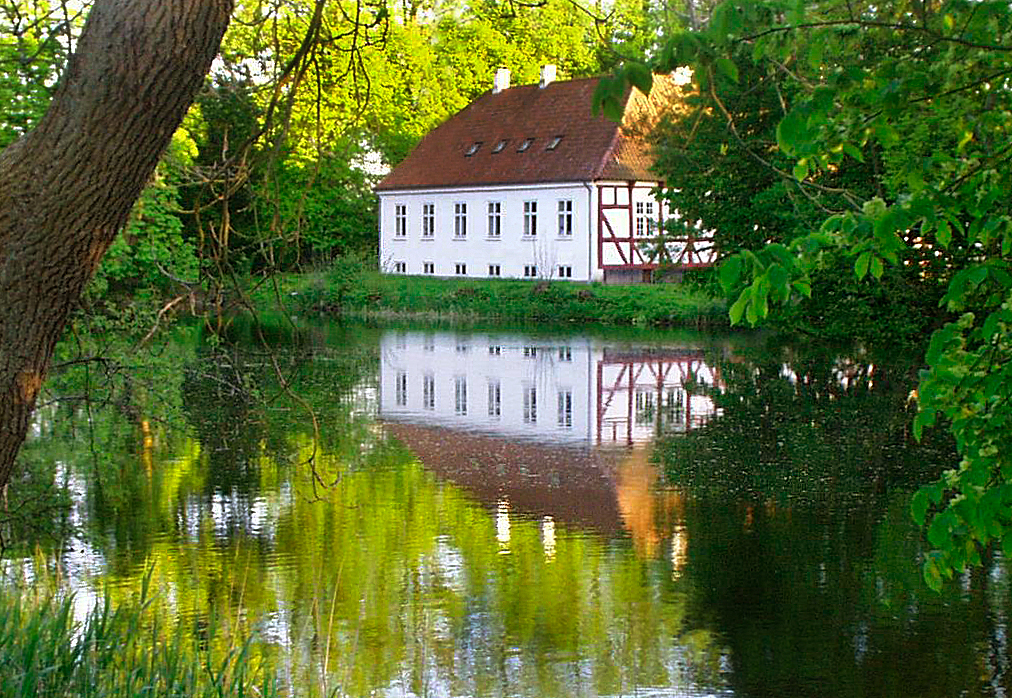
Lindved
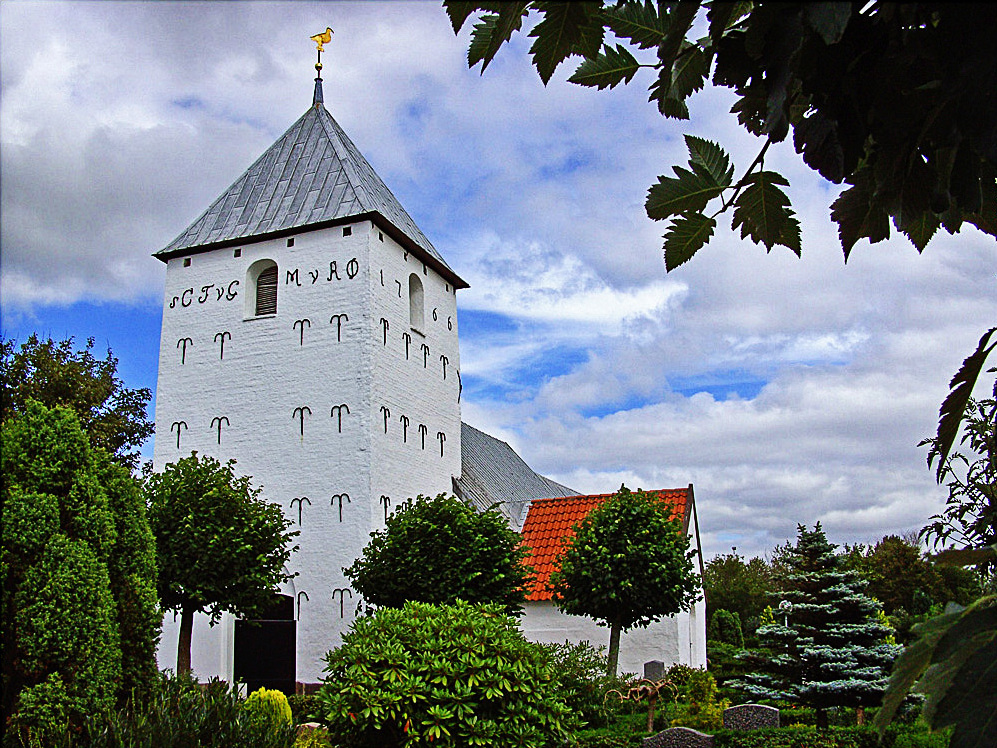
Hunderup kirke

## Familj
Gersdorff gifte sig två gånger. Han första giftermål ingicks 1683 med Ide Sophie Juel, dotter till diplomaten baron Jens Juel. Ide avled dock redan den 17 januari 1685 vid endast 22 års ålder. Han gifte sig därefter med Edel Margrethe Krag, dotter till gehejmerådet Erik Krag, den 30 december 1685. Tillsammans fick de sex barn:
- Ide Sophie Gersdorff (gift Brockenhuus von Løwenhielm), född 31 oktober 1686, död 10 mars 1726
- Vibeke Dorothea Gersdorff (gift Gyldenkrone), född 17 oktober 1687, död 24 februari 1720
- Edel Margrethe Gersdorff (gift Gersdorff auf Krischa), född 3 augusti 1689, död 1 maj 1710
- Erik Gersdorff, född 1691, död 1692
- Christian Frederik Gersdorff, född 19 juli 1697, död 23 december 1759
- Christoph Frederik Gersdorff, född 19 november 1699, död 1 maj 1748